# Rügen (huyện)
Rügen là một huyện cũ ở đông bắc bang Mecklenburg-Vorpommern, Đức. Huyện này hoàn toàn giáp với biển Baltic. Huyện gần nhất là Nordvorpommern và thành phố Stralsund.
Huyện nằm trên đảo Rügen và Hiddensee, và nhiều đảo nhỏ như Ummanz và Vilm. Đây là huyện duy nhất của Đức chỉ có các đảo.
Huyện Rügen được lập năm 1806 bởi chính quyền Pomerania thuộc Thụy Điển. Ban đầu tên là Amt Bergen, và năm 1810 được đổi tên thành Kreis Bergen.
Tháng 9 năm 2011, huyện được sáp nhập với huyện Nordvorpommern và thành phố Stralsund để thành lập huyện mới Vorpommern-Rügen.

## Thị xã và đô thị
| Thị xã không thuộc Amt | Các đô thị không thuộc Amt |
| ---------------------- | -------------------------- |
| 1. Putbus 2. Sassnitz  | 1. Binz                    |

| Ämter | Ämter | Ämter |
| --- | --- | --- |
| - 1. Bergen auf Rügen 1. Bergen auf Rügen1, 2 2. Buschvitz 3. Garz/Rügen2 4. Gustow 5. Lietzow 6. Parchtitz 7. Patzig 8. Poseritz 9. Ralswiek 10. Rappin 11. Sehlen 12. Thesenvitz | - 2. Mönchgut-Granitz 1. Baabe1 2. Gager 3. Göhren 4. Lancken-Granitz 5. Middelhagen 6. Sellin 7. Thiessow 8. Zirkow - 3. Nord-Rügen 1. Altenkirchen 2. Breege 3. Dranske 4. Glowe 5. Lohme 6. Putgarten 7. Sagard1 8. Wiek | - 4. West-Rügen 1. Altefähr 2. Dreschvitz 3. Gingst 4. Insel Hiddensee 5. Kluis 6. Neuenkirchen 7. Rambin 8. Samtens1 9. Schaprode 10. Trent 11. Ummanz |
| 1seat of the Amt; 2town | | |